# Adrià Carmona
Adrià Carmona Pérez (Igualada, Barcelona, España, 8 de febrero de 1992), deportivamente conocido como Adrià Carmona, es un futbolista español que juega como delantero en el C. E. L'Hospitalet de la Segunda División B de España.

## Trayectoria
La carrera deportiva de Adrià comienza en la cantera del F. C. Barcelona, donde llegó con 9 años, en 2010 ficha por el AC Milan, debido a que no disfruta de minutos en el primer equipo, en enero de 2013 es cedido al Real Zaragoza por lo que resta de temporada.
Debutó como profesional fue el 16 de febrero de 2013, perdiendo 0-1 contra el CA Osasuna.
En julio de 2013 recibe la carta de libertad del AC Milan con el que aún le quedaba un año más de contrato, y el 2 de julio es presentado como jugador del Girona FC para las siguientes dos temporadas. En el verano de 2014 el RCD Español se hace con sus servicios para el filial.
El 7 de julio de 2015 se confirmó su fichaje por el Albacete Balompié.

## Selección nacional
Formó parte de la selección española Campeona Europea sub-17 de 2008.